# Hernando de Alarcón (explorador)

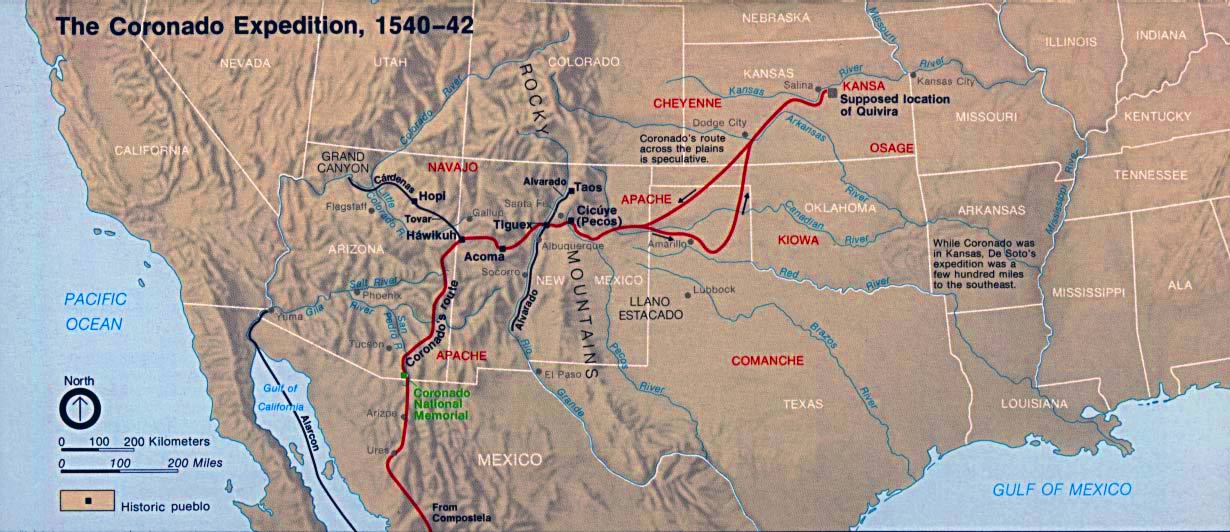
Trajecte de les expedicions de Coronado i de Alarcón.

Hernando o Fernando de Alarcón (Trujillo, 1500 - Alta Califòrnia, 1541) va ser un marí i explorador espanyol, recordat per haver estat el primer europeu conegut a explorar el riu Colorado. Va desaparèixer en el transcurs d'aquesta exploració, després d'haver entrat en el riu des de la seva desembocadura al golf de Califòrnia.

## El regne de Cíbola o les set ciutats d'or
Fra Marcos de Niza viatjà al nord de Mèxic el 1539, enviat pel virrei Antonio de Mendoza y Pacheco en viatge d'exploració, i tornà amb la notícia que més al nord existien set ciutats d'or que pertanyien al regne de Cíbola. En saber-ho, Antonio de Mendoza envià per terra el 1540 una expedició més ambiciosa comandada per Francisco Vázquez de Coronado per explorar aquells territori, formada per 340 espanyols, diversos centenars d'indis i bestiar boví.

## Riu Colorado, Califòrnia i Arizona
En suport d'aquesta expedició terrestre, el virrei Mendoza va enviar per mar dos vaixells al comandament de Hernando d'Alarcón, qui portava de pilot a Domingo del Castillo. L'expedició va salpar d'Acapulco el 9 de maig de 1540, va navegar pel golf de Califòrnia i el 26 d'agost de 1540 va entrar en el riu Colorado per la boca del mateix i el va batejar com a riu de Nuestra Señora del Buen Guia. En no tenir notícies de l'expedició terrestre, va fondejar els seus navilis i en bots va navegar riu amunt fins a arribar a la confluència amb el riu Gila. En internar-se terra endins, va deixar unes cartes enterrades en un lloc que va marcar amb creus, que van ser posteriorment trobades pel sergent Melchor Díaz, a qui Coronado havia deixat a Ures (Sonora) en companyia de 80 soldats. A la fi de 1540, Díaz havia partit amb 25 soldats a la recerca d'Alarcón, a qui no va trobar, encara que sí les cartes.
Hernando d'Alarcón hauria navegat pel cabalós riu Colorado un llarg tros de més de 80 llegües aigües amunt, per la qual cosa alguns historiadors el consideren el primer europeu a posar peu a l'estat de Califòrnia, ja que en remuntar fins a aquesta latitud va haver de trepitjar sòl californià.
És necessari dir que Francisco de Ulloa ja havia descobert la desembocadura del Colorado al setembre de l'any anterior, 1539, i que havia batejat el delta com Ancón de San Andrés, sense navegar aigües amunt com va fer Alarcón en el seu viatge exploratori.

## El seu llegat
Al marge que es consideri a Juan Rodríguez Cabrillo com el primer europeu que va trepitjar terres de l'Alta Califòrnia (avui dia Califòrnia), que no solament va explorar, sinó que va posar nom a les badies, illes i altres punts que va trobar en el seu viatge, cronològicament va ser Hernando d'Alarcón el primer europeu que va posar peu en el daurat estat de Califòrnia.
Desafortunadament per a Alarcón, només va nomenar un riu amb el nom de Nuestra Señora del Buen Guia (riu Colorado) que corre per diversos estats i dos països, i se suposa que li va donar el nom en la porció mexicana d'aquest, o sigui a la desembocadura o delta del Colorado. No oblidem que Hernando d'Alarcón va navegar pel Colorado fins a la unió amb el riu Gila, i per aconseguir aquesta latitud, va haver de navegar el Colorado fins a tocar les fronteres dels actuals estats de Califòrnia i Arizona. No existeix informació sobre un desembarcament d'Alarcón en aquestes terres. Va haver de ser el primer europeu a trepitjar terres de Califòrnia i Arizona, però no hi ha documentació que corrobori el que molts historiadors suposen.